# Greg Garcia
Greg Joseph Garcia (né le 8 août 1989 à El Cajon, Californie, États-Unis) est un joueur d'arrêt-court et de deuxième but des Cardinals de Saint-Louis de la Ligue majeure de baseball.

## Carrière
Joueur des Rainbow Warriors de l'Université d'Hawaï à Mānoa, Greg Garcia est repêché en 7e ronde par les Cardinals de Saint-Louis en 2010. Joueur d'arrêt-court et de deuxième but dans les ligues mineures. Il fait ses débuts dans le baseball majeur avec les Cardinals le 28 avril 2014. Il joue 14 parties des Cardinals et réussit son premier coup sûr dans les majeures est un double aux dépens du lanceur Wei-Chung Wang des Brewers de Milwaukee le 30 avril 2014.